# Хубер, Ойген
Ойген Хубер (нем. Eugen Huber; 13 июля 1849 года, Оберштамхайм, Цюрих (кантон) — 23 апреля 1923 года, Берн) — швейцарский политик (Радикально-демократическая партия Швейцарии) и юрист. Известен прежде всего как
создатель Гражданского кодекса Швейцарии.

## Биография
С 1876 года по 1910 год был женат на Лине Вайсерт (1851–1910).
Хубер умер 23 апреля 1923 года в Берне в возрасте 73 лет, похоронен на Бремгартенском кладбище.
 

## Научная работа

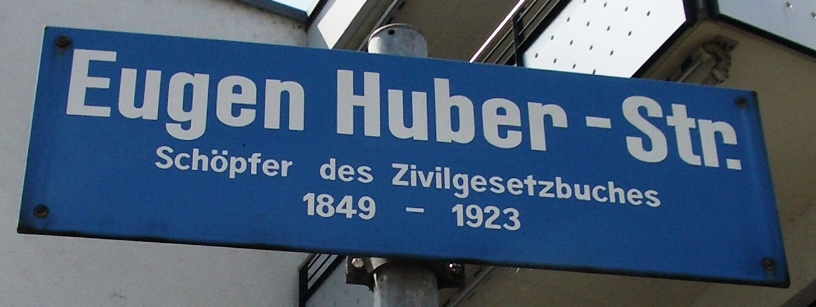
Улица имени Ойгена Хубера в одном из районов Цюриха - Альтштеттен, где родились его родители

Во время работы в Галле-Виттенбергском университете имени Мартина Лютера Хубер собирает всё частное право отдельных кантонов в единый четырехтомный сборник. В 1892 году получает предложение от Федерального совета разработать проект Швейцарского Гражданского кодекса. Для этого он переходит работать на кафедру швейцарского и немецкого права Университета Берна. Работу над проектом Хубер завершил в 1904 году. После парламентских обсуждений, которые продолжались с 1905 по 1907 год, 10 декабря 1907 года кодекс был единогласно принят Федеральным советом и 1 января 1912 года вступил в силу. 
Гражданский кодекс Швейцарии Хубера считался самым современным кодексом в Европе и представлял собой синтез европейского и кантонального права. Влияние Швейцарского Гражданского кодекса простиралось далеко за пределы страны. В 1926 году Кемаль Ататюрк взял его за основу для Гражданского кодекса Турции.

## Дополнительные материалы
- Публикации о Хубере (недоступная ссылка) в Каталоге Швейцарской национальной библиотеки
- Литература о Хубере в каталоге Немецкой национальной библиотеки
- Материалы о Хубере и создании Гражданского кодекса Швейцарии
- Частный архив Ойгена Хубера в базе данных Федерального архива Швейцарии